# 施米德费尔德
施米德费尔德（德語：Schmiedefeld，發音：[ˈʃmiːdəfɛlt]）是德国图林根州萨尔费尔德-鲁多尔施塔特县曾经的一个市镇，面积9.54平方千米，2022年12月31日人口为1,025人。2019年1月1日，施米德费尔德与市镇赖希曼斯多夫并入市镇萨尔费尔德。